# 다마촌 (이바라키현)
다마촌(玉村)은 이바라키현 도요다군·유키군에 일찍이 존재했던 촌이다. 현재의 시모쓰마시, 조소시에 해당한다.

## 지리
- 현재의 시모쓰마시의 남부에 위치한다. 촌 지역 대부분은 평지이다.

## 역사
- 1889년 4월 1일 - 정촌제 시행에 의해 도요다촌 다마촌이 성립하였다.
- 1896년 4월 1일 - 군 재편에 따라 유키군이 성립하여, 다마촌은 유키군에 속하게 되었다.
- 1954년 10월 1일 - 이시게정, 도요다촌, 오카다촌, 이누마촌과 합병해, 새로운 이시게정이 성립 및 다마촌의 잔부는 소도촌에 편입하여, 소멸하였다

## 분촌과 합병
1953년 9월 정촌합병촉진법이 공포되자 각지의 정촌에서는 합병 협의가 진행되었다. 다마촌에서는 이시게정, 도요다정, 오카다촌, 이누마촌과의 합병안과 소도촌, 도요카미촌, 후사카미촌, 소가미촌, 오가타촌, 고카이촌과의 합병안이 있었고, 1954년 5월 20일 주민투표가 실시되었다. 결과는 석하 697표, 종도 696표로 불과 1표 차이였기 때문에 마을 주민들은 불만의 목소리를 냈다. 
다마촌은 어느 마을과 합병할지 결정되지 않은 사이 소도촌, 도요카미촌, 오가타촌, 고카이촌은 5월 30일에 일제히 합병 결의를 하고(도요카미촌 소도촌은 6월 1일 시모쓰마정에 편입), 1955년 1월 1일을 기해 합병을 하게 되었다. 결국 다마촌에서는 분촌 합병을 실시하여 하코・하라가 소도촌에 편입되고, 고보가와・하라주쿠・와카미야도(若宮戸)는 이시게정 외 3개 마을과 합병하여 새로운 이시게정이 되었다.

## 인구
| 1891년 | 2,257 |
| 1920년 | 2,395 |
| 1935년 | 2,571 |
| 1950년 | 2,994 |

## 교통

### 철도
- 조소쓰쿠바 철도(→ 간토 철도)
  - 조스선

## 참고문헌
- 角川日本地名大辞典編纂委員会『角川日本地名大辞典 8 茨城県』、角川書店、1983年 ISBN 4040010809
- 日本加除出版株式会社編集部『全国市町村名変遷総覧』、日本加除出版、2006年、ISBN 4817813180